# Ezri Dax
Ezri Dax (původně Ezri Tigan) je fiktivní postava v televizním sci-fi seriálu Star Trek: Stanice Deep Space Nine.
Ezri Dax pochází z rasy Trillů. Je devátým hostitelem symbiontu Dax a slouží jako poradce Hvězdné flotily s hodností poručíka na stanici Deep Space Nine. Symbionta získala za dramatických okolností v roce 2375 po zabití předchozího hostitele, Jadzie Dax.